# Île-Molène
Île-Molène (bretonisch: Molenez; frz. île de Molène) ist eine französische Gemeinde mit 166 Einwohnern (Stand 1. Januar 2022) im Département Finistère im Arrondissement Brest. Die Gemeinde besteht aus der kleinen Insel Molène und einigen kleinen benachbarten Inseln vor der bretonischen Küste im Atlantik, im Seegebiet der Iroise. Die Gemeinde Île-Molène ist 1994 dem Gemeindeverband Pays d’Iroise beigetreten.

## Geographie

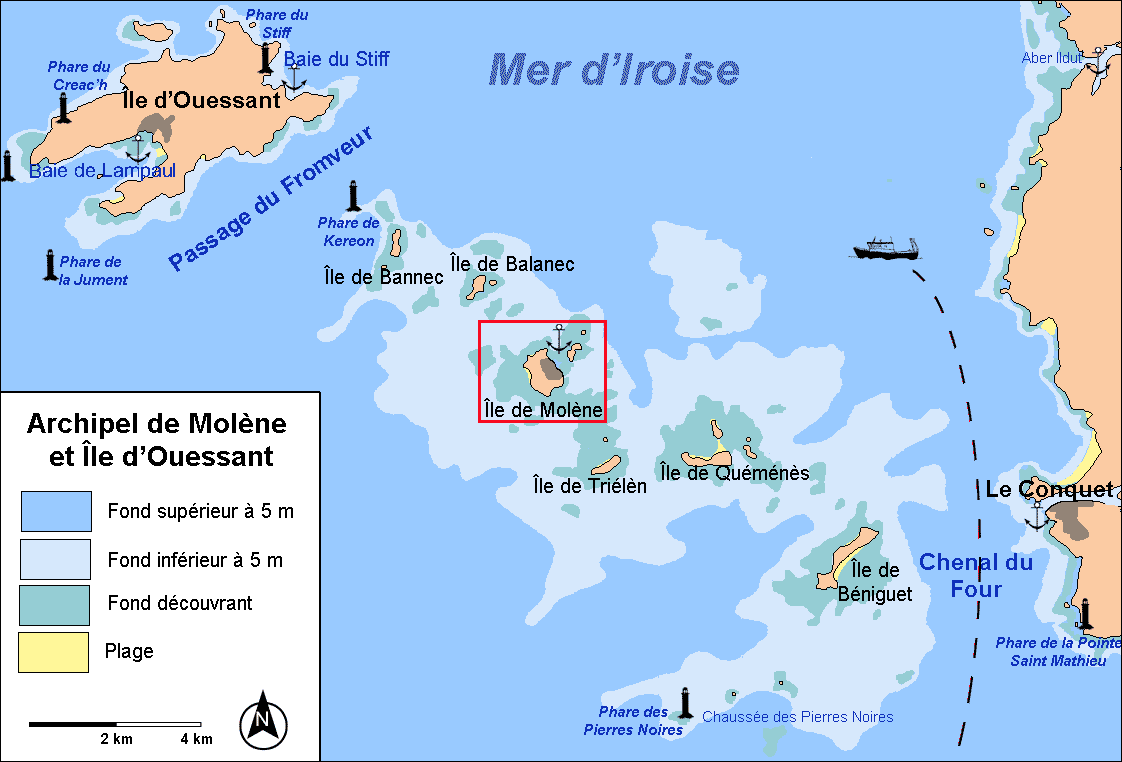
Lage

Die Insel liegt vor der Westküste der Bretagne etwa 35 Kilometer westlich der Stadt Brest. Die deutlich größere Insel Ouessant befindet sich gut acht Kilometer nordwestlich.
Molène besteht wie praktisch alle bretonischen Inseln aus Granitgestein und erreicht eine Höhe von 26 Metern. Die Insel hat eine ovale Form bei einer Länge von fast 1000 Metern und einer maximalen Breite von 850 Metern. Die Fläche beträgt 75 Hektar.
Weite Teile der Insel sind heute mit den Häusern des einzigen Inselortes bebaut. 
Das Seegebiet um die Insel mit ihren zahlreichen kleineren und unbewohnten Nachbarinseln sowie um Ouessant ist seit 1988 ein von der UNESCO ausgewiesenes See-Biosphärenreservat.

## Vorgeschichte
Paul Du Châtellier (1833–1911) hat einen dichten Besatz von Kammergräbern auf den Inseln des Archipels aufgezeichnet, darunter der Dolmen von Ledenez Vian Kemenez.

## Bevölkerung
Die Bevölkerungszahl auf Molène ist rückläufig. Während 1962 noch 596 Einwohner auf der Insel lebten, waren es 1982 noch 330 und 2009 noch 211. Seit Anfang der 2020er-Jahre steigt die Anzahl der Bevölkerung, vor allem durch Aussteiger, wieder leicht an.
| 1760 | 1851 | 1901 | 1921 | 1951 | 1962 | 1968 | 1975 | 1982 | 1990 | 1999 | 2007 | 2017 | 2021 |
| ---- | ---- | ---- | ---- | ---- | ---- | ---- | ---- | ---- | ---- | ---- | ---- | ---- | ---- |
| 160  | 392  | 613  | 673  | 604  | 596  | 527  | 397  | 330  | 277  | 264  | 217  | 141  | 164  |

## Wirtschaft
Die Landwirtschaft spielt auf der kleinen Insel heute keine Rolle mehr; zahlreiche Einwohner leben vom Fischfang, der Seefahrt oder arbeiten auf dem Festland. Der Tourismus wird immer bedeutender. Seit 2023 gibt es wieder einen Landwirt (Gemüsebauer) und erstmals seit Dekaden wieder Viehzucht (Ziegen) auf der Insel.

## Verkehr
Die Insel wird regelmäßig von Fähren angefahren, die zwischen Brest oder dem Fährhafen Le Conquet auf dem Festland und der Insel Ouessant verkehren. Bis auf offizielle Stellen (Ämter, Müllentsorgung, Krankenwagen etc.) ist die Insel weitestgehend autofrei.

## Kulinarische Spezialitäten
Eine kulinarische Spezialität auf der Insel ist eine Wurst, die über Algen geräuchert wird.